# Amelia (Louisiana)
Amelia is een plaats (census-designated place) in de Amerikaanse staat Louisiana, en valt bestuurlijk gezien onder St. Mary Parish.

## Demografie
Bij de volkstelling in 2000 werd het aantal inwoners vastgesteld op 2423.

## Geografie
Volgens het United States Census Bureau beslaat de plaats een oppervlakte van
7,5 km², waarvan 6,8 km² land en 0,7 km² water. Amelia ligt op ongeveer 1 m boven zeeniveau.

## Plaatsen in de nabije omgeving
De onderstaande figuur toont nabijgelegen plaatsen in een straal van 24 km rond Amelia.